# رولاندو اچپاره
رولاندو اچپاره (اسپانیایی: Rolando Etchepare‎؛ ۶ اکتبر ۱۹۲۹ – ۱ ژوئیهٔ ۲۰۰۴) بازیکن بسکتبال اهل شیلی بود. وی در بازی‌های المپیک تابستانی ۱۹۵۶ شرکت کرده‌است.